# Hermosa galianoae
Espèce
Synonymes
- Damoetas galianoae Prószyński, 2001
- Myrmavola galianoae (Prószyński, 2001)
- Myrmarachne mariaelenae Edwards & Benjamin, 2009

Hermosa galianoae est une espèce d'araignées aranéomorphes de la famille des Salticidae.

## Distribution
Cette espèce est endémique du Sabah en Malaisie,.

## Étymologie
Cette espèce est nommée en l'honneur de María Elena Galiano.

## Publication originale
- Prószyński, 2001 : Remarks on jumping spiders of the genus Damoetas related to Myrmarachne (Araneae: Salticidae) with description of two new species. Annales Zoologici, Warszawa, vol. 51, p. 517-522.